# Прапор Волюве-Сен-П'єра
Прапор Волюве-Сен-П'єра був затверджений муніципальною радою як муніципальний прапор брюссельської комуни Волюве-Сен-П'єр. В описі написано: 
Дві однаково довгі смуги білого і зеленого кольорів.
Походження кольорів невідоме.